# نموذج تدفق الشمبانيا
ظاهرة تدفق الشمبانيا هي عبارة عن حدث فلكي-فيزيائي. وفيه تتمدد سحابة من ذرات الهيدروجين المتأينة تعرف باسم «منطقة هيدروجين II»، والتي تولدت بداخل سحابة غازية نتيجة تأين الجزيئات المتولدة من نجم متكون حديثًا (في العادة نجم من نوع O)، وتستمر في التمدد حتى تصل أطرافها إلى وسط الفضاء الذي يتخلل النجوم، وفي تلك المرحلة تحديدًا يندفع منها غاز الهيدروجين بقوة مثلما يحدث عند فتح زجاجة شمبانيا. وتعرف هذه الظاهرة أحيانًا باسم البثرة (Blister).
ويعد نموذج الشمبانيا هذا على الأرجح من ضمن أول النماذج العددية التي تصف صدر موجات التأين وتمدد منطقة الهيدروجين II، وذلك دون افتراض ثبوت كثافة الوسط المحيط بهذا النجم حديث الولادة. ويفترض هذا النموذج أن عملية ولادة النجوم تحدث بداخل سحابة كثيفة، يحاط بدورها غازات منخفضة الكثافة بين سحابية، وهي في حالة اتزان ضغطي مع السحابة. وينتج عن ولادة النجم تيار غزير من فوتونات فوق بنفسجية، والتي تؤدي إلى تكون منطقة هيدروجين II، والتي تتسبب عاجلًا أم آجلًا في تأين الغازات المحيطة بالسحابة النجمية. ويتسبب الإشعاع النجمي في تأين جزيئات السحابة ورفع درجة حرارتها إلى 10,000 كلفن، مما يخل بالاتزان في الضغط فيما بين السحابة ومنطقة الغازات. وبالتالي فإن الضغط المتزايد الذي تكتسبه جزيئات السحابة يفوق مقداره ضغط الغاز المتأين ذي الكثافة المنخفضة.
ويؤدي الاختلاف في الضغط إلى تمدد جزيئات السحابة النجمية بداخل المنطقة الغازية، بسرعة تفوق سرعة الصوت (وهو ما يعرف بتدفق الشمبانيا). وتدفق جزيئات السحابة خارجها يؤدي إلى تأين المزيد من جزيئاتها، مما يحافظ على حالة عدم الاتزان، مما يؤدي في النهاية إلى تشتت وانتشار مكونات السحابة بشكل كامل في الفضاء الخارجي. وكان العالم المكسيكي جويلرمو تينوريو أول من صك مصطلح تدفق الشمبانيا في ورقته البحثية التي نشرها عام 1979. ويختص النموذج المذكور بحساب التغيرات في الحجم، ومتجه السرعة، والكثافة والتي تم رصدها في منطقة هيدروجين II. ومن ثم تم استكمال الحسابات السابقة بحسابات خاصة بديناميكا الموائع في بعد واحد، وفي بعدين، وذلك باشتراك كل من الدكاترة: بيتر بودنهايمر، وهارولد يورك، وبييت بيدجين.